# Gustav Ehrhart
Gustav Ehrhart (* 21. Dezember 1894 in Ludwigshafen am Rhein; † 11. Dezember 1971 in Mainz) war ein deutscher Chemiker. Zusammen mit Max Bockmühl synthetisierte er als Erster das opioide Analgetikum Methadon.

## Werdegang
Ehrhart studierte in Heidelberg Chemie mit dem Schwerpunkt Organische Chemie. Sein Studium wurde durch den Ersten Weltkrieg unterbrochen, an dem er als Artillerie-Offizier teilnahm. Nach Kriegsende nahm er das Studium wieder auf und wurde 1922 zum Dr. phil. promoviert. Einer seiner Professoren war Theodor Curtius. Für seine Dissertation erhielt Ehrhart den Victor-Meyer-Preis. 1923 ging er zur Farbwerke Hoechst AG. Zwei Jahre später wurde er Stellvertreter von Max Bockmühl, der Leiter des pharmazeutisch-wissenschaftlichen Labors des Unternehmens war. Nach dem Zweiten Weltkrieg wurde er 1949 als Nachfolger von Bockmühl Leiter der gesamten Pharmaforschung der Hoechst AG. 1951 wurde er stellvertretendes Mitglied des Vorstandes und zwei Jahre später ordentliches Vorstandsmitglied der Hoechst AG. Auch während seiner Zeit im Vorstand der Hoechst AG und nach seinem Ausscheiden 1961 hatte Ehrhart ein Laboratorium, das er persönlich betreute.

## Ehrungen
Ehrhart war Ehrendoktor der Universitäten Graz Mainz, Frankfurt, Stuttgart und Gießen. 1952 wurde Ehrhart die Adolf-von-Baeyer-Denkmünze überreicht und 1970 wurde ihm das Große Verdienstkreuz der Bundesrepublik Deutschland verliehen.

## Werk
Der Arbeitsschwerpunkt von Ehrhart war die Entwicklung neuer Analgetika (Schmerzmittel). Herausragend ist dabei die Entwicklung von Methadon, das Ehrhart zusammen mit seinem Chef Bockmühl 1939 erstmals synthetisierte. 
Im Winter 1937/38 begannen Ehrhart und Bockmühl mit der Synthese von über 300 Verbindungen, die als zentrales Strukturelement Diphenylmethan haben. Ende 1939 erhielten sie die Verbindung (±)-6-Dimethylamino-4,4-diphenylheptan-3-on die den Entwicklungscode VA 10820 erhielt. In ersten Tierversuchen stellten Ehrhart und Bockmühl fest, dass VA 10820 eine fünf- bis zehnfach stärkere analgetische Wirkung als Pethidin hat. VA 10820 erhielt dann Mitte 1941 den generischen Namen Amidon. Ein Patent meldeten Bockmühl und Ehrhart bereits am 11. September 1938 für die gesamte Stoffklasse an. Durch die Wirren des Zweiten Weltkriegs wurde Amidon nicht weiter klinisch getestet. Im Rahmen der Patent- und Vorschriftenenteignung der I.G. Farben kam VA 10820 in die Vereinigten Staaten. 1947 erhielt VA 10820 den Freinamen Methadon bzw. in den USA Methadone. Im gleichen Jahr erfolgte von Eli Lilly die Markteinführung unter dem Markennamen Dolophine. Im Januar 1949 konnte die nach der Auflösung der I.G. Farben neu gegründete Hoechst AG mit dem Forschungsleiter Ehrhart Methadon unter dem Markennamen Polamidon als stark wirkendes Schmerzmittel selbst auf den Markt bringen.

## Veröffentlichungen (Auswahl)
- mit Heinrich Ruschig (Hrsg.): Arzneimittel. Entwicklung, Wirkung, Darstellung, 2 Bände, Verlag Chemie, Weinheim 1968;
- H. Alpermann, G. Ehrhart: Arzneimittel: Entwicklung, Wirkung, Darstellung. Band 1, Verlag	Chemie, 1973, ISBN 3-527-25375-0.
- E. Bäumler, G. Ehrhart, V. Muthesius: Ein Jahrhundert Chemie. Econ Verlag, 1963.

## Weiterführende Literatur
- E. Lindner: Zum 75. Geburtstag von Professor Dr. Gustav Ehrhart. In: Arzneimittel-Forschung. Band 19, Nummer 12, Dezember 1969, S. 2030, ISSN 0004-4172. PMID 4908264.